# Abraham Eustis
Pour les articles homonymes, voir Eustis.
Abraham Eustis (26 mars 1786- 27 juin 1843) est un avocat et un officier de l'US Army qui acheva sa carrière militaire au grade de brigadier-général. Il s'illustra en particulier lors de la Seconde Guerre séminole.